# Jack Perkins (acteur)
Jack Perkins (Medford, Wisconsin, 19 september 1921 – Van Nuys, Californië, 7 maart 1998) was een nogal zwaarlijvige, Amerikaans acteur en stuntman, befaamd om zijn vermogen iemand te spelen die dronken is. Hij werd dan ook vaak voor dit soort rollen gecast. Ook was speelde hij vaak uitsmijters, politiemannen en schurken.
Perkins debuteerde in 1956 in een aflevering van Soldiers of Fortune en speelde zijn eerste filmrol in Made in Paris uit 1966. Hij deed stunts voor onder meer It's a Mad, Mad, Mad, Mad World, The Great Race, Bullitt, Paint Your Wagon, Magnum Force en Blazing Saddles.
Perkins overleed op 76-jarige leeftijd.

## Filmografie
- Soldiers of Fortune (televisieserie) - Zwaarlijvige man op pier 4 (afl. Hatchet Man, 1956, niet op aftiteling)
- Whirlybirds (televisieserie) - Buschauffeur (afl. The Killer, 1958)
- Yancy Derringer (televisieserie) - Grote kerel (afl. Ticket to Natchez, 1958)
- Peter Gunn (televisieserie) - Aanvaller (afl. The Fuse, 1959)
- The Rifleman (televisieserie) - Vechtersbaas (afl. The Wrong Man, 1959, niet op aftiteling)
- Mr. Lucky (televisieserie) - Sammy Reni (afl. Bugsy, 1959)
- The Twilight Zone (televisieserie) - Lid grond-crew (afl. The Last Flight, 1960, niet op aftiteling)
- Have Gun - Will Travel (televisieserie) - Dorpeling (afl. Out at the Old Ball Park, 1960)
- Rawhide (televisieserie) - Rol onbekend (afl. Incident of the New Start, 1961)
- Angel (televisieserie) - Rol onbekend (afl. Goodbye, Young Lovers, 1961)
- Cain's Hundred (televisieserie) - Bill (afl. Dead Load, 1961)
- I'm Dickens, He's Fenster (televisieserie) - Greneker (afl. The Acting Game, 1962)
- The Dick Powell Show (televisieserie) - Farr (afl. The Losers, 1963)
- Ben Casey (televisieserie) - Rol onbekend (afl. Light Up the Dark Corners, 1963)
- The Man from U.N.C.L.E. (televisieserie) - Mordoni (afl. The Finny Foot Affair, 1964)
- The Outer Limits (televisieserie) - Rol onbekend (afl. Fun and Games, 1964, niet op aftiteling)
- Burke's Law (televisieserie) - Janos (afl. The Weapon, 1965)
- Get Smart (televisieserie) - Gregor (afl. Satan Place, 1965)
- Gunsmoke (televisieserie) - Pestkop (afl. Breckinridge, 1965)
- Laredo (televisieserie) - De dealer (afl. That's Noway, Thataway, 1966)
- Made in Paris (1966) - Gezette man (niet op aftiteling)
- T.H.E. Cat (televisieserie) - Visser (afl. To Kill a Priest, 1966)
- The Wild Wild West (televisieserie) - Golo (afl. The Night of the Ready-Made Corpse, 1966)
- Honey West (televisieserie) - Szabo (afl. Slay, Gypsy, Slay, 1966)
- The Man from U.N.C.L.E. (televisieserie) - Fred - Espresso man (afl. The Pop Art Affair, 1966)
- Batman (televisieserie) - Handlanger (afl. The Devil's Fingers, 1966, niet op aftiteling)
- Petticoat Junction (televisieserie) - Bewaker (afl. The Windfall, 1966)
- The Munsters (televisieserie) - De tweede dronkenlap (afl. Herman, the Tire Kicker, 1966)
- Green Acres (televisieserie) - Officier (afl. Uncle Ollie, 1966)
- T.H.E. Cat (televisieserie) - Albee (afl. Sandman, 1966)
- I Spy (televisieserie) - Barman (afl. Tonia, 1967, niet op aftiteling)
- The Wild Wild West (televisieserie) - Lenny (afl. The Night of the Vicious Valentine, 1967, niet op aftiteling)
- The Man from U.N.C.L.E. (televisieserie) - THRUSH-schurk (afl. The Pieces of Fate Affair, 1967)
- The Green Hornet (televisieserie) - Sergeant achter bureau (afl. Hornet, Save Thyself, 1967)
- Batman (televisieserie) - Tweede handlanger (afl. Pop Goes the Joker, 1967, niet op aftiteling, Flop Goes the Joker, 1967, niet op aftiteling)
- Petticoat Junction (televisieserie) - Schilder (afl. Author! Author!, 1967)
- The Fastest Guitar Alive (1967) - Gezette man (niet op aftiteling)
- Felony Squad (televisieserie) - Schurk 1 (afl. Time of Trial, 1967)
- Cimarron Strip (televisieserie) - Tucker (afl. Nobody, 1967)
- A Man Called Gannon (1968) - Medewerker spoorwegen
- Gunsmoke (televisieserie) - Vechtersbaas in bar (afl. O'Quillian, 1968)
- Star Trek (televisieserie) - Master of Games (afl. Bread and Circuses, 1968)
- Lancer (televisieserie) - Rol onbekend (afl. The Heart of Pony Alice, 1968)
- The Love Bug (1968) - Chauffeur
- The Good Guys (televisieserie) - Pop McIntyre (afl. Nostradamus Rides Again, 1968)
- Here Come the Bridges (televisieserie) - Thorpe (afl. The Crimpers, 1969)
- The Good Guys (televisieserie) - Lastige klant (afl. 1.14, 1969)
- Here Come the Brides (televisieserie) - Donovan (afl. Marriage, Chinese Style, 1969)
- The Good Guys (televisieserie) - Mr. Bender (7 afl., 1969)
- Adam-12 (televisieserie) - Dronkenlap (afl. Log 114: The Hero, 1970)
- Gunsmoke (televisieserie) - Trapper (afl. Lavery, 1971)
- All in the Family (televisieserie) - Dronkenlap (afl. Archie Is Worried About His Job, 1971)
- The Million Dollar Duck (1971) - Geïrriteerde chauffeur 2 (niet op aftiteling)
- The Odd Couple (televisieserie) - Jesse, de dronkenlap (afl. Felix, the Calypse Singer, 1971)
- Gunsmoke (televisieserie) - Uitsmijter (afl. One for the Road, 1972)
- The Daredevil (1972) - Politieman
- What's Up, Doc? (1972) - Juwelendief
- Fuzz (1972) - Parkcommissaris Cooper
- The Limit (1972) - Dronkenlap
- The Bold Ones: The New Doctors (televisieserie) - Joe Dent (afl. A Purge of Madness, 1972, niet op aftiteling)
- Gunsmoke (televisieserie) - Charlie (afl. Talbot, 1973)
- Nightmare Honeymoon (1973) - Carl
- Invasion of the Bee Girls (1973) - Barney
- Gunsmoke (televisieserie) - Drummer (afl. Kitty's Love Affair, 1973)
- The Magician (televisieserie) - Gilbert (afl. The Illusion of the Curious Counterfeit: Part 1 & 2, 1974)
- Blazing Saddles (1974) - Tomatenman (niet op aftiteling)
- Police Story (televisieserie) - Vechtersbaas (afl. Country Boy, 1974)
- Killer Bees (Televisiefilm, 1974) - Verkoper
- The Cowboys (televisieserie) - Rol onbekend (afl. A Matter of Honor, 1974)
- Bank Shot (1974) - Bankbewaker (niet op aftiteling)
- Happy Days (televisieserie) - Dronkenlap (afl. Fonzie's Getting Married, 1975, Jailhouse Rock, 1975)
- That's My Mamma (televisieserie) - Blotto (afl. Trial and Error, 1975)
- Emergency! (televisieserie) - Joseph R. Healey (afl. One of Those Days, 1975)
- Laverne & Shirley (televisieserie) - Patiënt (afl. Angels of Mercy, 1976)
- Serpico (televisieserie) - Dronkenlap (afl. The Traitor in Our Midst, 1976)
- Happy Days (televisieserie) - Bob (afl. A.K.A. the Fonz, 1976)
- Freaky Friday (1976) - Politieman in auto (niet op aftiteling)
- Nickelodeon (1976) - Michael Gilhooley
- Flush (1977) - Rol onbekend
- Blansky's Beauties (televisieserie) - Charlie (afl. Anthony Fall in Love, 1977)
- Laverne & Shirley (televisieserie) - Barman (afl. Buddy Can You Spare a Father?, 1977)
- Grand Theft Auto (1977) - Shadley
- Ruby (1977) - Avery
- The Love Boat (televisieserie) - Dronkenlap in de heren-WC (afl. A Tasteful Affair/Oh, Dale!/The Main Event, 1977, niet op aftiteling)
- The Ted Knight Show (televisieserie) - Peter (afl. Hop to It, 1978)
- Little House on the Prairie (televisieserie) - Lundstrum (afl. Men Will Be Boys, 1978)
- CHiPs (televisieserie) - Dronkenlap (afl. Trick or Trick, 1978)
- Eight Is Enough (televisieserie) - Rol onbekend (afl. Nine Is Too Much, 1978)
- The North Avenue Irregulars (1979) - Uitsmijter
- Laverne & Shirley (televisieserie) - Zwerver (afl. Feminine Mistake, 1979)
- The Apple Dumpling Gang Rides Again (1979) - Dorps-dronkenlap Junction City
- Hart to Hart (Televisiefilm, 1979) - Pokerspeler 1
- CHiPs (televisieserie) - Passagier 2 (afl. Christmas Watch, 1979)
- The Happy Hooker Goes Hollywood (1980) - Dronkenlap op conventie
- Herbie Goes Bananas (1980) - Luidruchtige Amerikaan
- Little House on the Prairie (televisieserie) - Barman (afl. Second Chance, 1982, A Promise to Keep, 1982)
- Night Shift (1982) - Tuttle
- Simon & Simon (televisieserie) - Undershirt man (afl. Art for Arthur's Sake, 1982)
- Father Murphy (televisieserie) - Hector (afl. The Reluctant Runaway: Part 2, 1982)
- Automan (televisieserie) - Dronkenlap (afl. Staying Alive While Running a High Flashdance Fever, 1983)